# Renault R.S.16
La Renault R.S.16 è la monoposto con cui la casa della Losanga partecipa al Campionato mondiale di Formula 1 2016.

## Livrea
Una livrea provvisoria è stata presentata a Parigi il 3 febbraio 2016 sulla base della Lotus E23 della stagione precedente modificata per essere in regola con i regolamenti tecnici del 2016. Il colore dominante è il nero, mentre nella parte interna degli alettoni e alcune paratie aerodinamiche è presente il giallo. 
A Melbourne viene presentata la vera livrea della R.S.16: è tutta gialla (con una tonalità oro sul cofano motore) con alettoni neri e sponsor in tinta per contrastare sul giallo ocra, tipico colore della Renault. Gli sponsor sono Infiniti, Total, Pirelli e EMC.

## Contesto

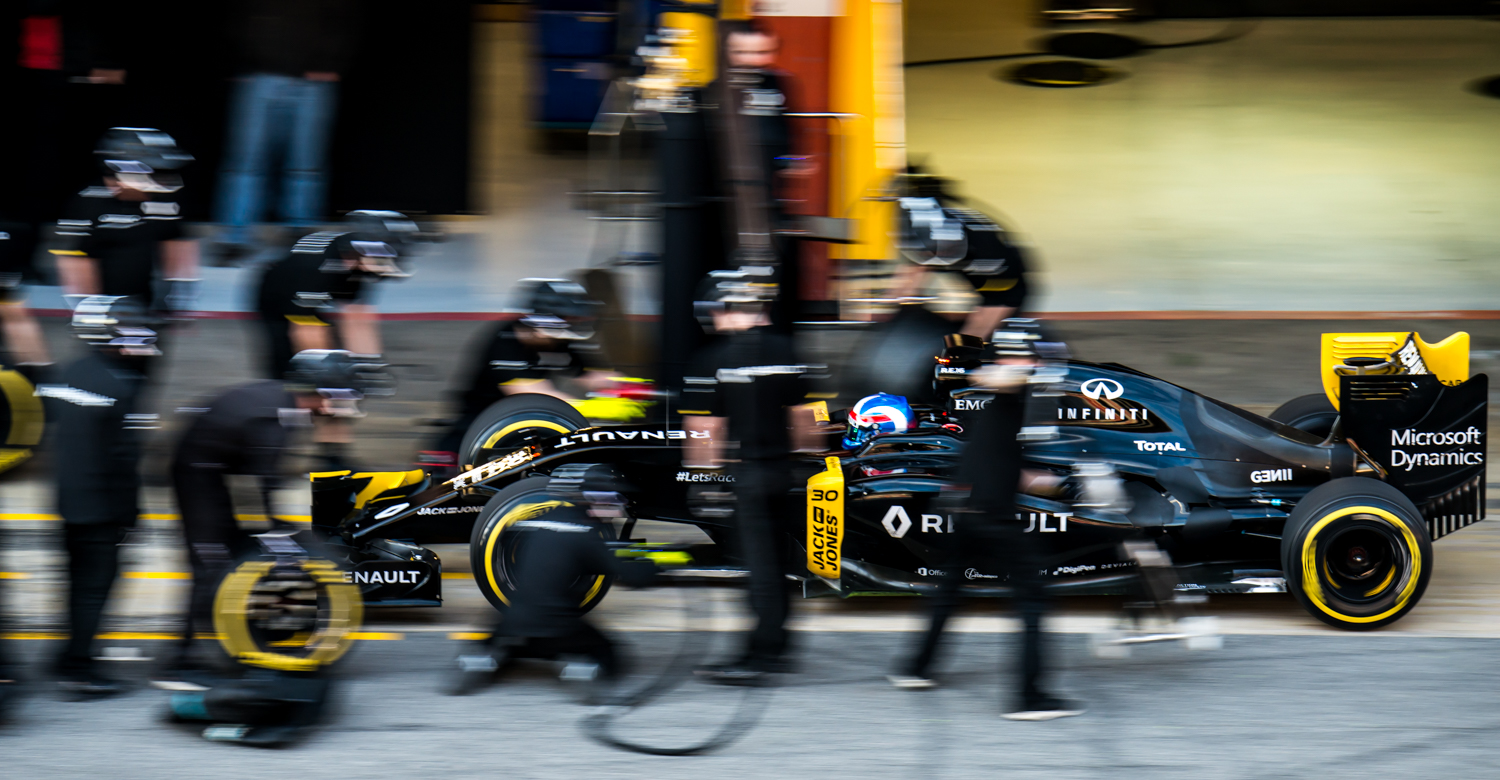
Un pit stop della R.S.16 nel corso dei test precampionato di Barcellona

Il 28 settembre 2015 Renault Sport F1 ha annunciato che è stata firmata una lettera di intenti tra Renault Group e Gravity Motorsports, che è di proprietà di Genii Capital e sarà discussa l'acquisizione della Lotus. Il 3 dicembre 2015 Renault ufficializza l'acquisizione della Lotus e il ritorno nel campionato di Formula 1 con un proprio team.
Il 28 gennaio 2016, la Renault esclude Pastor Maldonado, essendo venuto meno il supporto del suo sponsor personale, la compagnia petrolifera venezuelana PDVSA. Al suo posto subentra il danese Kevin Magnussen, che completa la squadra con il debuttante inglese Jolyon Palmer.
La R.S.16 viene presentata il 3 febbraio, con una livrea principalmente nera, che verrà poi cambiata durante la prima gara della stagione.

## Piloti
| Piloti ufficiali       | Piloti ufficiali | Piloti ufficiali |
| Nazione                | Nome             | Numero           |
| ---------------------- | ---------------- | ---------------- |
| Danimarca (bandiera)   | Kevin Magnussen  | 20               |
| Regno Unito (bandiera) | Jolyon Palmer    | 30               |
| Collaudatori           |                  |                  |
| Nazione                | Nome             | Nome             |
| Russia (bandiera)      | Sergej Sirotkin  | Sergej Sirotkin  |
| Francia (bandiera)     | Esteban Ocon     | Esteban Ocon     |
| Spagna (bandiera)      | Carmen Jordá     | Carmen Jordá     |

## Stagione 2016
La vettura si dimostra poco competitiva, e l'inizio di stagione è deludente: nelle prime cinque gare, Magnussen va a punti solo a Soči (ottenendo un settimo posto), mentre Palmer ottiene come miglior risultato un undicesimo posto nella gara inaugurale di Melbourne. 
Nel resto del campionato i risultati non cambiano e Magnussen e Palmer ottengono solo un piazzamento a punti a testa, giungendo decimi rispettivamente a Singapore e in Malesia.

## Risultati in Formula 1
| Anno | Team    | Motore  | Gomme | Piloti    |    |    |    |    |    |     |     |    |    |     |    |    |     |     |    |     |    |    |    |     |     | Punti | Pos. |
| ---- | ------- | ------- | ----- | --------- | -- | -- | -- | -- | -- | --- | --- | -- | -- | --- | -- | -- | --- | --- | -- | --- | -- | -- | -- | --- | --- | ----- | ---- |
| 2016 | Renault | Renault | P     | Magnussen | 12 | 11 | 17 | 7  | 15 | Rit | 16  | 14 | 14 | 17  | 15 | 16 | Rit | 17  | 10 | Rit | 14 | 12 | 17 | 14  | Rit | 8     | 9º   |
| 2016 | Renault | Renault | P     | Palmer    | 11 | NP | 22 | 13 | 13 | Rit | Rit | 15 | 12 | Rit | 12 | 19 | 15  | Rit | 15 | 10  | 12 | 13 | 14 | Rit | 17  | 8     | 9º   |

| Legenda | 1º posto     | 2º posto | 3º posto    | A punti         | Senza punti/Non class.  | Grassetto – Pole position Corsivo – Giro più veloce |
| Legenda | Squalificato | Ritirato | Non partito | Non qualificato | Solo prove/Terzo pilota | Grassetto – Pole position Corsivo – Giro più veloce |